# Champfleur
Champfleur és un municipi francès, situat al departament de Sarthe i a la regió del País del Loira.